# Golfo de Alaska
El golfo de Alaska (del inglés: Gulf of Alaska) es un brazo curvo del océano Pacífico en la costa sur de Alaska, delimitado por la península de Alaska y la isla Kodiak, por el oeste, y por el archipiélago Alexander, por el este, donde se encuentra la bahía Glaciar.11;11
La ribera del golfo es una combinación de bosques, montañas y glaciares. La costa está profundamente mellada, con profundos entrantes como el Cook Inlet y el Prince William Sound (dos largos cuerpos de agua interconectados), y también la bahía Yakutat y el Cross Sound.
Meteorológicamente, el golfo es un continuo generador de tormentas. Esto, sumado a las vastas cantidades de nieve y hielo sobre el sur de Alaska, da como resultado las mayores concentraciones al sur del círculo polar ártico. Muchas tormentas se mueven hacia el sur a lo largo de las costas de Columbia Británica, Washington y Oregón. La mayoría de las lluvias estacionales del Pacífico Noroeste provienen del golfo de Alaska. La principal corriente marina es la corriente de Alaska.

## Delimitación de la IHO
La máxima autoridad internacional en materia de delimitación de mares a efectos de navegación marítima, la Organización Hidrográfica Internacional («International Hydrographic Organization», IHO), considera el golfo de Alaska como un mar. En su publicación de referencia mundial, «Limits of oceans and seas» (Límites de océanos y mares, 3.ª edición de 1953), le asigna el número de identificación 58 y lo define de la forma siguiente:

En el Norte.
La costa de Alaska.
En el Sur.
Una línea trazada desde el cabo de Spencer, el límite norte de (59), a punta Kabuch, el límite sudeste de (55), de tal manera que todas las islas adyacentes estén incluidas en el golfo de Alaska.
[55, Mar de Bering, y 59, Aguas costeras de Alaska Sureste y Columbia Británica].
Limits of oceans and seas, pág. 34.

## Delimitación del USGS
Según el «Sistema de Información de Nombres Geográficos» del Servicio Geológico de los Estados Unidos (USGS, United States Geological Survey), el golfo de Alaska está limitado al norte por la costa de Alaska y al sur por una línea que va desde el extremo sur de la isla de Kodiak, en el oeste, hasta la entrada Dixon, en el este.

## Ecología y química del mar
Una rama del mar cálido Corriente de Kuroshio se separa hacia el este y fluye hacia las aguas del Golfo de Alaska como la Corriente de Alaska. Su curso va desde el sur hacia las costas norte y oeste del estado de Alaska en sentido antihorario. Gracias a esta corriente, las aguas de la bahía son algo más cálidas en comparación con zonas de latitudes similares, por lo que la temperatura media del agua arrastrada por esta corriente es de unos 4 °C, mientras que la salinidad es de media de unos 32,6‰ (en el sector próximo a la superficie). Tiene la velocidad más alta durante el invierno cuando alcanza 0,3 m/seg, mientras que la intensidad más débil se produce en la parte de verano del año, cuando los fuertes vientos a menudo cambian de dirección.
Aunque las aguas del Golfo de Alaska están relativamente limpias y libres de contaminantes importantes, el panorama ecológico de la bahía no es el ideal. Los mayores contaminantes son las plantas industriales a lo largo de la costa, pero también la intensa actividad comercial en las aguas de la bahía. El mayor desastre medioambiental ocurrió en 1989 en el puerto de Valdez, cuando cerca de 50 millones de litros de crudo se vertieron al mar desde el petrolero Exxon Valdez, que contaminó más de 2500 kilómetros de costa. También fue el mayor desastre petrolero en la historia de Estados Unidos. Un gran problema es el vertido incontrolado de aguas residuales de las plantas industriales a lo largo de la costa.

## Fauna y flora

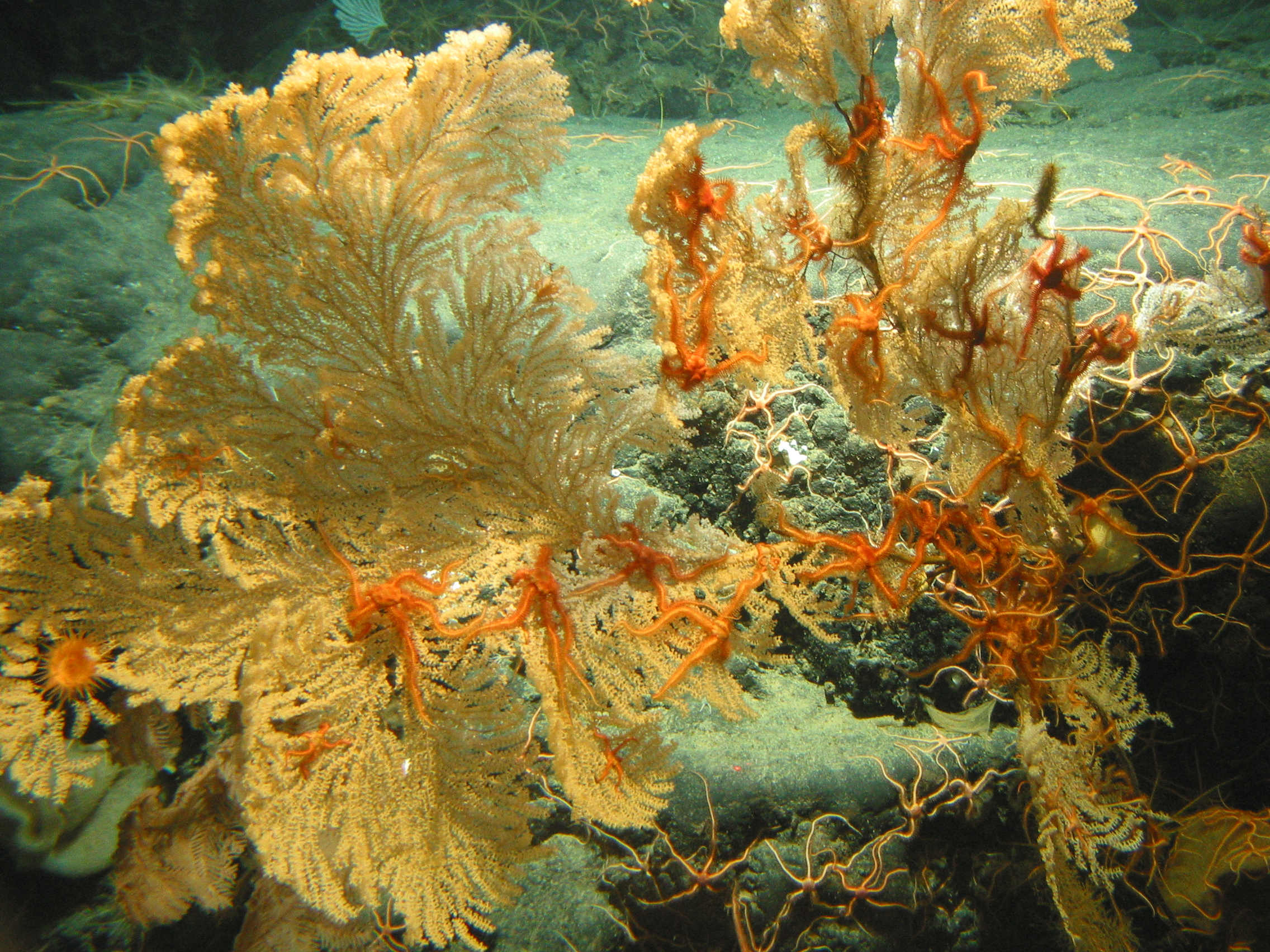
Corales en la cresta submarina de Dickens frente a la bahía de Alaska.

Debido a las condiciones climáticas y a la relativa limpieza del agua, el ecosistema del Golfo es muy rico y variado. El ecosistema marino del Golfo se aleja de los ecosistemas altamente productivos de la clase prajm con un máximo de 300 gramos carbono por metro cuadrado al año. La bahía alberga una de las mayores concentraciones de plancton de la Tierra.
En el fondo marino de la bahía viven numerosas especies de coral, la más famosa de las cuales es Primnoa pacifica que, aunque vive mayoritariamente a profundidades entre 150 y 900 metros, habita en los fiordos de alrededor de la ciudad de Juneau a profundidades de sólo 30 metros.
Peces y mariscos constituyen el ecosistema más numeroso de la bahía, y las más extendidas son las especies diádromas que habitan tanto en agua dulce como salada. Entre ellos destacan varios tipos de salmón salmón del Atlántico, seguidos del bacalao, la caballa y la platija del Pacífico. De los cangrejos, los más numerosos son el cangrejo real, Chionoecetes y los camarones.
La pesca industrial es una actividad económica importante en la bahía. Así es 1990. Se capturaron unas 650.000 toneladas de pescado y en los años siguientes se capturaron cantidades similares. La caza incontrolada ha llevado a muchas de las especies al borde de la extinción.
Desde la península de Alaska hasta la isla Unimak, se extiende el ecosistema de montaña taiga (hasta una altura de unos 1200 metros). Las laderas están cubiertas de una raquítica vegetación leñosa dominada por Empetrum nigrum, Salix arctica (sauce ártico) y Dryas octopetala. En las partes más bajas y algo más protegidas crecen diversas especies de sauce, aliso Sitka (Alnus viridis sinuata), mientras que en las zonas bajas de llanura aluvial álamo (Populus balsamifera).

## Geografía
Toda la costa del Golfo de Alaska se caracteriza por un grado de fragmentación particularmente alto. A lo largo de las costas hay numerosas bahías más pequeñas, tipo fiordos, que se adentran en la tierra. La mayor de ellas es la bahía de Cook, que se extiende hacia el continente entre el continente y la península Kenai (la península más grande de la bahía) y la bahía Príncipe William. Algunos de los glaciares más grandes del continente finalizan su flujo en las costas del Golfo de Alaska, entre ellos los glaciares Malaspina y Bering. Las islas están divididas en dos archipiélagos, al norte Kodaik y al sureste el archipiélago Alexander.
La costa es bastante empinada y la llanura costera relativamente estrecha. Las altas montañas volcánicas Monte Logan (6050 m s. n. m.) y el Monte San Elías (5490 m s. n. m.) se elevan en muchos lugares casi verticalmente desde el océano.

## Islas
| - Admiralty Island - Afognak Island - Aghiyuk Island - Aiaktalik Island - Akun Island - Akutan Island - Aleutika Island - Amaknak Island - Andronica Island - Annette Island - Anyaka Island - Ariadne Island - Augustine Island - Avatanak Island - Baker Island - Ban Island - Baranof Island - Beautiful Isle - Bell Island - Benjamin Island - Biorka Island - Bligh Island - Chat Island - Chenega Island - Chichagof Island - Chisik Island - Chiswell Islands - Chowiet Island - Coronation Island - Cronin Island - Culross Island - Dall Island - Deer Island (Aleutian Islands) - Doggie Island - Dolgoi Island - Douglas Island | - Duke Island - East Chugach Island - Egg Islands - Eldred Rock - Eleanor Island - Elizabeth Island - Erlington Island - Esther Island - Etolin Island - Fish Island - Fitzgerald Island - Forrester Island - Goloi Island - Granite Island - Gravina Island - Green Island - Gregson Island - Gull Island - Haenke Island - Harbor Island - Hawkins Island - Heceta Island - Herring Islands - Hesketh Island - Hinchinbrook Island - Kalgin Island - Kanak Island - Karpa Island - Kataguni Island - Kayak Island - Khantaak Island - Knight Island - Isla Kodiak - Korovin Island - Kosciusko Island - Kriwoi Island | - Kruzof Island - Kuiu Island - Kupreanof Island - Latouche Island - Lemesurier Island - Lincoln Island - Lone Island - Long Island - Lulu Island - Lynn Brothers - Ma Relle Island(s) - Mab Island - Marmot Island - Mitkof Island - Montague Island - Nakchamik Island - Naked Island - Near Island - Noyes Island - Nuka Island - Osier Island - Otmeloi Island - Outer Island - Partofshikof - Pearl Island - Perry Island - Pleasant Island - Popof Island - Powder Island - Prince of Wales Island - Rabbit Island - Ragged Island - Ragged Island (Pye Islands) (Rugged Island) - Raspberry Island - Revillagigedo Island | - Rootok Island - San Fernando Island - San Juan Islands - Sebree Island - Sentinel Island - Shelter Island - Shikosi Island - Shuyak Island - Sinith Islands - Sitkalidak Island - Sitkinak Island - Spruce Island - Strawberry Island - Suemez Island - Sullivan Island - Sutwik Island - Talsani Island - Tanker Island - Tigalda Island - Tugidak Island - Twoheaded Island - Uganik Island - Unalaska Island - Unalga Island (Fox Islands), (Unalga Island) - Unavikshak Island - Unga Island - Warren Island - Whale Island - Wingham Island - Wooded Islands - Woronkofski Island - Wrangell Island - Yakobi Island - Yukon Island - Zarembo Island |

## Meteorología
El Golfo de Alaska es un gran generador de tormentas. Además de verter grandes cantidades de nieve y hielo en el sur de Alaska, lo que da lugar a algunas de las mayores concentraciones al sur del círculo polar ártico, muchas de las tormentas se desplazan hacia el sur a lo largo de las costas de Columbia Británica, Washington, Oregón y hasta el sur de California (principalmente durante los fenómenos de El Niño). Gran parte de las precipitaciones y nevadas estacionales en el noroeste del Pacífico y el suroeste de Estados Unidos proceden del Golfo de Alaska.

## Clima y ecología
Este golfo y el mar de Bering adyacente, muy rico ecológicamente, en particular en salmón y abadejo de Alaska, de gran importancia económica, son dos zonas marinas afectadas por fenómenos complejos de mezcla de aguas heladas procedentes del deshielo polar y aguas oceánicas más saladas y densas. Desde hace varias décadas, estas zonas marítimas son las más afectadas del mundo por el calentamiento de las aguas marinas, responsable en parte, en particular junto con la sobrepesca, de cambios ecológicos a largo plazo.
Este calentamiento ha sido especialmente acusado desde 2014, con nuevos récords batidos en 2016 y 2017. Según un estudio reciente, tiene claramente una causa antropogénica. Esto explicaría las dificultades en la reproducción del salmón, normalmente muy abundante en la región, y la aparición de otras especies de peces inusuales, por ejemplo el pez luna.

## Demografía
Los principales centros de población, de este a oeste, son la capital del estado, Juneau, Valdez y Anchorage.